# Distrikt Mancos
Der Distrikt Mancos liegt in der Provinz Yungay in der Region Ancash in West-Peru. Der am 2. Januar 1857 gegründete Distrikt hat eine Fläche von 62,9 km². Beim Zensus 2017 wurden 6863 Einwohner gezählt. Im Jahr 1993 lag die Einwohnerzahl bei 7712, im Jahr 2007 bei 7180. Verwaltungssitz ist die auf einer Höhe von 2507 m gelegene Kleinstadt Mancos mit 1525 Einwohnern (Stand 2017). Mancos liegt 13 km südsüdöstlich der Provinzhauptstadt Yungay.

## Geographische Lage
Der Distrikt Mancos liegt im Südosten der Provinz Yungay. Er liegt an der Westflanke der Cordillera Blanca und reicht im Westen bis zum Ostufer des nach Nordwesten strömenden Río Santa.
Der Distrikt Mancos grenzt im Westen an die Distrikte Ataquero (Provinz Carhuaz), Shupluy und Matacoto, im Norden an die Distrikte Ranrahirca und Yungay, im Osten und im Südosten an den Distrikt Shilla sowie im Süden an die Distrikte Amashca und Tinco (die drei zuletzt genannten Distrikte gehören zur Provinz Carhuaz).

## Ortschaften
Im Distrikt gibt es neben dem Hauptort folgende weitere größere Ortschaften (centros poblados):
- Huashcao
- Huaypan (353 Einwohner)
- Tingua (764 Einwohner)
- Utupampa (173 Einwohner)
- Yanamito (238 Einwohner)